# ده دم برم مورزرد (مارغون)
ده دم برم مورزرد (بالفارسية: ده دم برم مورزرد) هي قرية تقع في إيران في قسم مارغون الريفي. يقدر عدد سكانها بـ 69 نسمة بحسب إحصاء 2016.